# Sokolov
Sokolov (do roku 1948 Falknov nad Ohří, německy Falkenau an der Eger) je město ve stejnojmenném okrese v Karlovarském kraji, 18 km západně od Karlových Varů na soutoku Ohře a Svatavy uprostřed sokolovské pánve. Žije zde přibližně 22 tisíc obyvatel. Jeho ráz je ovlivněn těžbou hnědého uhlí a s tím souvisejícím průmyslem.

## Historie
První písemná zmínka o Sokolově pochází z 13. dubna 1279. V ní je připomínán šlechtický rod Nothaftů. Poměrně úrodnou půdu kolem řeky Ohře již celá staletí předtím zemědělsky obdělávali Slované, kteří tu založili řadu osad. Německou kolonizací od 13. století vzrostl počet osad a poddaných, rozšířila se plocha obdělávané plochy, rozvinula se těžba rud a podstatně se zvýšily i příjmy panovníka, šlechty a klášterů. Noví kolonisté převládli i ve staroslovanských vsích, po nichž zůstala jako jediné svědectví jejich původu jen jména přizpůsobena jazyku nových osadníků (Bukovany – Buckwa, Březová – Prosau, Citice – Zieditz, Dasnice – Dasnitz atd.). Zda bylo nothaftovské rytířské sídlo opravdu tak významné, se vedly pře. Po archeologickém průzkumu v roce 1994 se ukázalo, že ve 13. století stál na místě dnešního zámku kamenný hrádek. Kolem něj se vytvořilo menší město. Jeho význam vzrostl až v 19. století díky těžbě uhlí.
Koncem 30. let 20. století byl ve městě dislokován prapor Stráže obrany státu pod velením majora Františka Helvína. Tento prapor měl ke dni 24. září 1938 1657 mužů. Při bojovém nasazení padlo 13 mužů tohoto praporu, 25 mužů bylo zraněno a 296 mužů bylo zajato. Město bylo po podepsání Mnichovské dohody přičleněno k nacistickému Německu (1938–1945).

### Pověst o vzniku Sokolova
Jméno Sokolov, tenkrát ovšem ve své původní podobě Valkenowe, se poprvé objevuje v jedné listině roku 1279, jak již bylo zmíněno. Bylo to v době křížových výprav. Někde na horní Ohři žil rytíř, a ten se zúčastnil tažení proti Turkům, kteří tenkrát znesnadňovali věřícím přístup k Ježíšovu hrobu ve Svaté zemi. Když se pak po létech vrátil do své vlasti, našel místo své tvrze jen spáleniště a zarostlý hrob své ženy, a tak odešel z míst, která mu připomínala ztrátu nejbližších. Šel po řece a na soutoku Ohře a Svatavy si postavil chýši. Do této oblasti jezdili často hradní páni na lov se cvičenými sokoly. Rytíř, který prošel těžkými boji, byl i dobrým ranhojičem, a tak byl vyhledáván obyvateli okolí. Brzy vznikla kolem poustevníkova srubu osada, kde cvičili lovčí sokoly, a již bylo dáno jméno po sokolech – Sokolov (obraz sokola později přešel do městského znaku, proto se jedná o takzvané mluvící znamení).

## Obyvatelstvo
Podle sčítání 1921 zde žilo v 820 domech 10 151 obyvatel, z nichž bylo 5 116 žen. 351 obyvatel se hlásilo k československé národnosti, 9 588 k německé a 7 k židovské. Žilo zde 9 575 římských katolíků, 309 evangelíků, 7 příslušníků Církve československé husitské a 208 židů. Podle sčítání 1930 zde žilo v 1 149 domech 11 381 obyvatel. 1 228 obyvatel se hlásilo k československé národnosti a 9 825 k německé. Žilo zde 10 024 římských katolíků, 409 evangelíků, 147 příslušníků Církve československé husitské a 170 židů.
| Rok            | 1869  | 1880  | 1890  | 1900  | 1910   | 1921   | 1930   | 1950  | 1961   | 1970   | 1980   | 1991   | 2001   | 2011   |
| -------------- | ----- | ----- | ----- | ----- | ------ | ------ | ------ | ----- | ------ | ------ | ------ | ------ | ------ | ------ |
| Počet obyvatel | 4 370 | 5 250 | 6 530 | 8 679 | 10 126 | 11 429 | 12 647 | 9 777 | 18 041 | 18 256 | 24 763 | 25 210 | 25 081 | 23 347 |
| Počet domů     | 539   | 640   | 663   | 786   | 908    | 1 002  | 1 347  | 1 457 | 1 862  | 1 451  | 1 434  | 1 444  | 1 502  | 1 672  |

| Rok            | 1869  | 1880  | 1890  | 1900  | 1910  | 1921   | 1930   | 1950  | 1961   | 1970   | 1980   | 1991   | 2001   |
| -------------- | ----- | ----- | ----- | ----- | ----- | ------ | ------ | ----- | ------ | ------ | ------ | ------ | ------ |
| Počet obyvatel | 3 329 | 4 144 | 5 450 | 7 376 | 8 867 | 10 151 | 11 381 | 8979  | 17 574 | 17 871 | 24 580 | 25 045 | 24 916 |
| Počet domů     | 397   | 479   | 493   | 612   | 726   | 820    | 1 149  | 1 285 | 1 753  | 1 351  | 1 374  | 1 384  | 1 432  |

Věková struktura obyvatel obce Sokolov roku 2011
Rodinný stav obyvatel obce Sokolov roku 2011
Vzdělání obyvatel obce Sokolov roku 2011

## Části města
Sokolov se kromě vlastního města skládá ze tří dalších částí:
- Hrušková
- Novina
- Vítkov

Dříve byl součástí Sokolova i dnes samostatný městys Svatava a také obce Dolní Rychnov a Těšovice.

## Doprava
Na jih od města prochází silniční tah dálnice D6 a vede tudy silnice II/210 do Kraslic. Sokolov leží na železniční trati Chomutov–Cheb, na které stojí sokolovské nádraží. Odbočuje zde železniční trať Sokolov–Kraslice do Kraslic a dále k saskému Cvikovu. Na této trati provozuje od roku 1998 dopravu společnost GW Train Regio, od roku 2000 ve spolupráci se společností Vogtlandbahn.
Městská autobusová doprava v Sokolově je provozována na 6 linkách a zahrnuje i několik sousedních obcí. Je zařazena v systému IDOK. Provozovatelem MHD i většiny regionálních a dálkových autobusových linek je společnost LIGNETA autobusy. Společnost ČSAD Autobusy Karlovy Vary ukončila smlouvu o provozu linek MHD města Sokolov a meziměstských linek od 1. ledna 2019.

## Průmysl
Sokolovsko vynikalo svým přírodním surovinovým bohatstvím. Od středověku byla využívána hojná ložiska vzácných a užitkových rud (šlo převážně o cínové rudy). V současnosti je nejrozšířenější těžba hnědého uhlí v Sokolovské pánvi. V Sokolově se nachází společnost Sokolovské strojírny založená roku 1931.

### Těžba uhlí

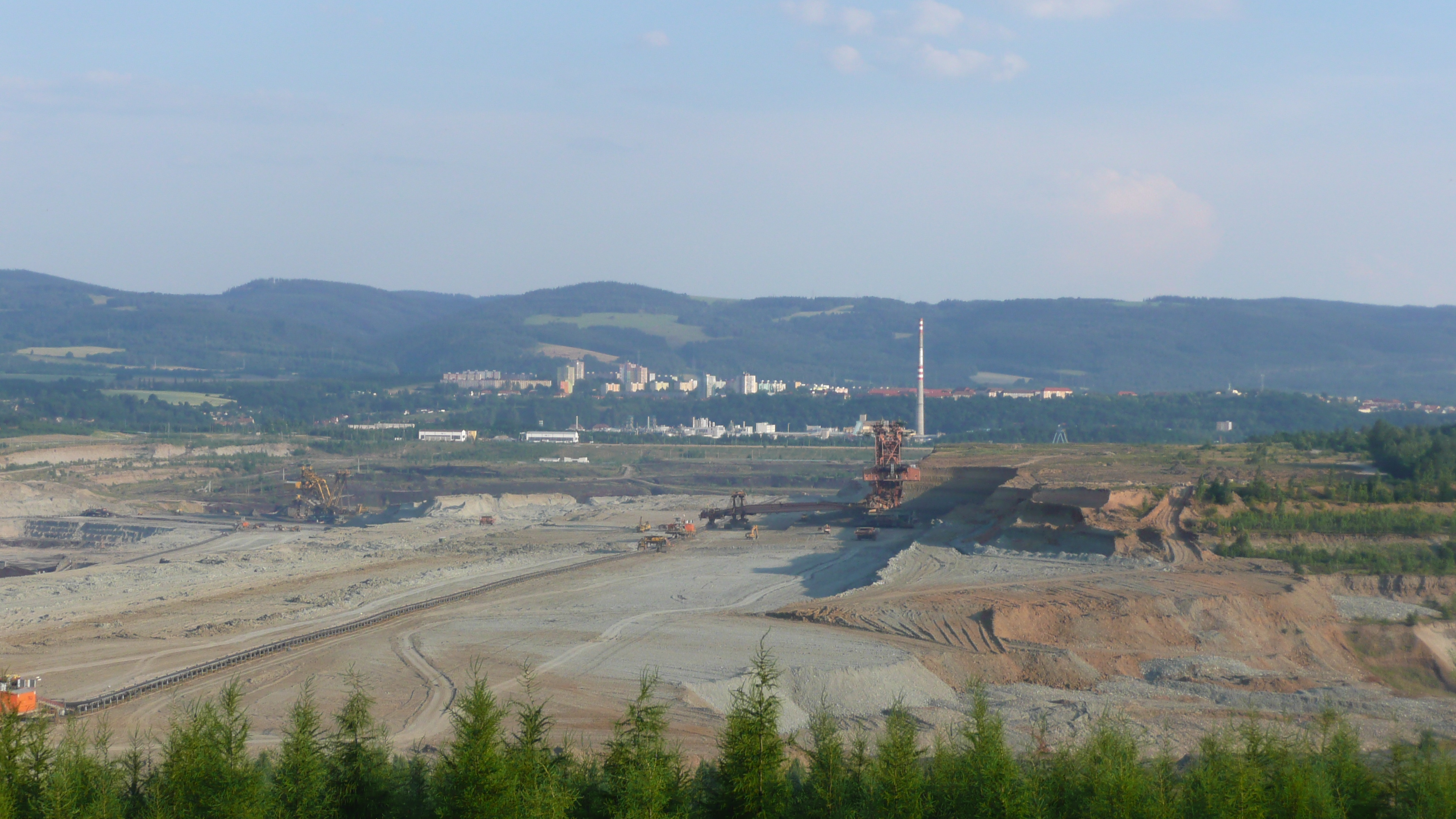
Důl Jiří

Hnědé uhlí bylo nejprve těženo hlubinným dobýváním v oblastech nejvyšší kvality sloje, později se přešlo na těžbu lomovým způsobem. V osmdesátých letech 20. století klesal objem těžby. Nyní hospodaří se zásobami uhlí i dalších nerostů v Sokolovské pánvi jediný subjekt Sokolovská uhelná. Uhlí se využívalo nejprve jako převažující zdroj tepla, později jako surovina pro výrobu ušlechtilých paliv, energií a chemických surovin.

### Zaniklé obce v důsledku těžby v okrese Sokolov
Alberov, Bukovany, Čistá, Dolní Rozmyšl, Dvory, Habartov, Horní Rychnov, Jehličná, Kytlice, Lesík, Lipnice, Lísková Lvov, Mýtina, Na Rovince, Nové Sedlo, Podhoří, Smolnice, Stará Chodovská, Tisová, Týn, V Úžlabí, Vítkov, Vřesová.

### Rekultivace

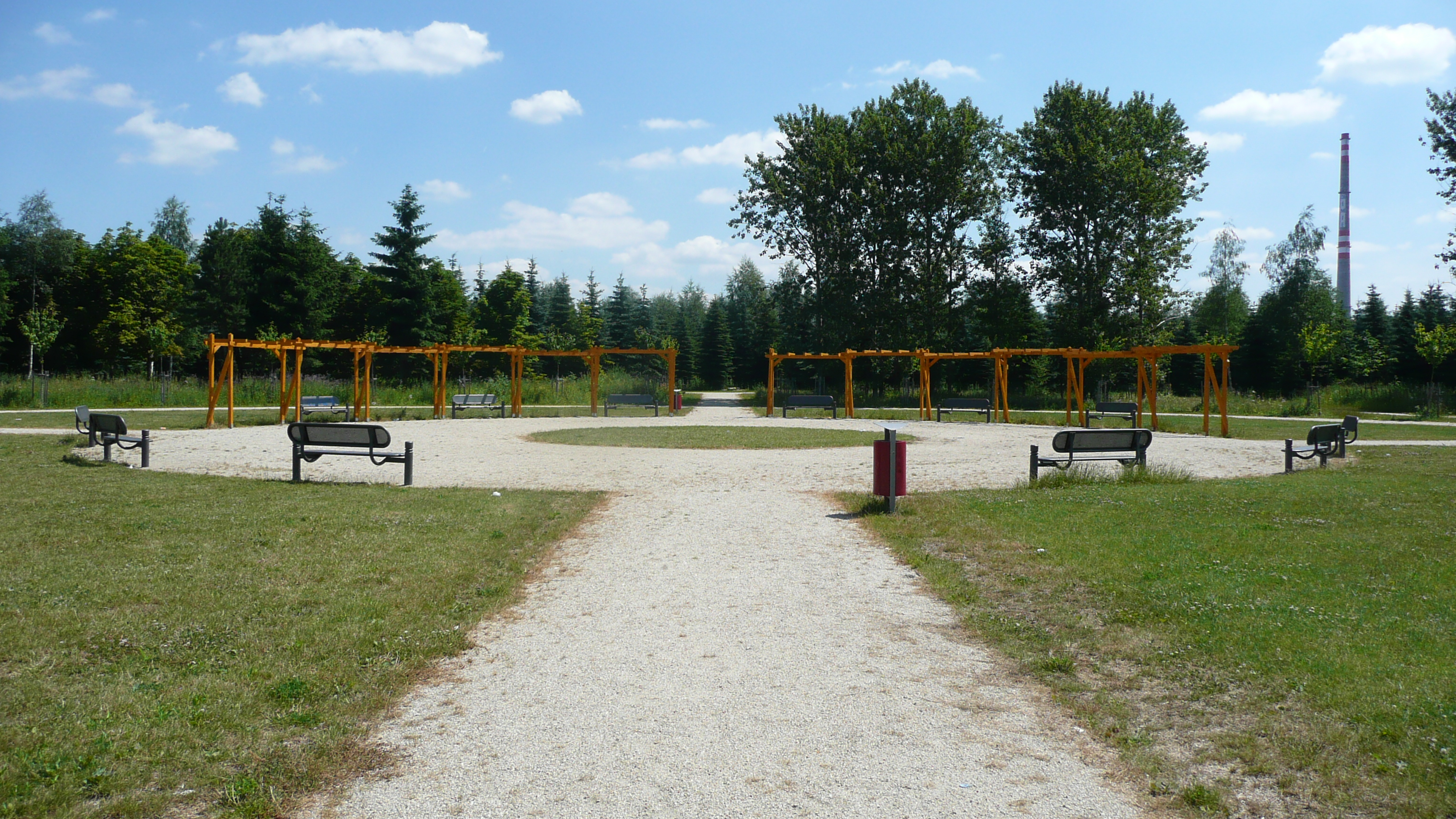
Zrekultivovaný důl, dnes park Bohemia

Od konce 50. let bylo na Sokolovsku dokončeno celkem téměř 3 000 ha rekultivací na plochách v oblastech bývalých dolů a především na plochách vnějších výsypek. V roce 2005 bylo navrženo celkem dalších 1 868 ha rekultivací. U některých zbytkových jam (lomy Boden, Medard – Libík, Michal, Jiří a Družba) byl zvolen postup zatápění (vodohospodářské rekultivace). Tímto způsobem vzniklo nedaleko Sokolova jezero Michal využívané pro rekreační účely lidmi ze širokého okolí.

### Sociální dopady
Obyvatelé kraje patří k těm, kteří v průměru vydělávají nejméně ve státě a mají nejnižší dosažené vzdělání. Vysoká míra dlouhodobé nezaměstnanosti pramení z uzavírání továren a průmyslových provozů, kde lidé pracovali po generace. Sociální situace střední vrstvy obyvatelstva se stále zhoršuje a chudí lidé se často ocitají v nově vznikajících ghettech.

## Společnost

### Kultura

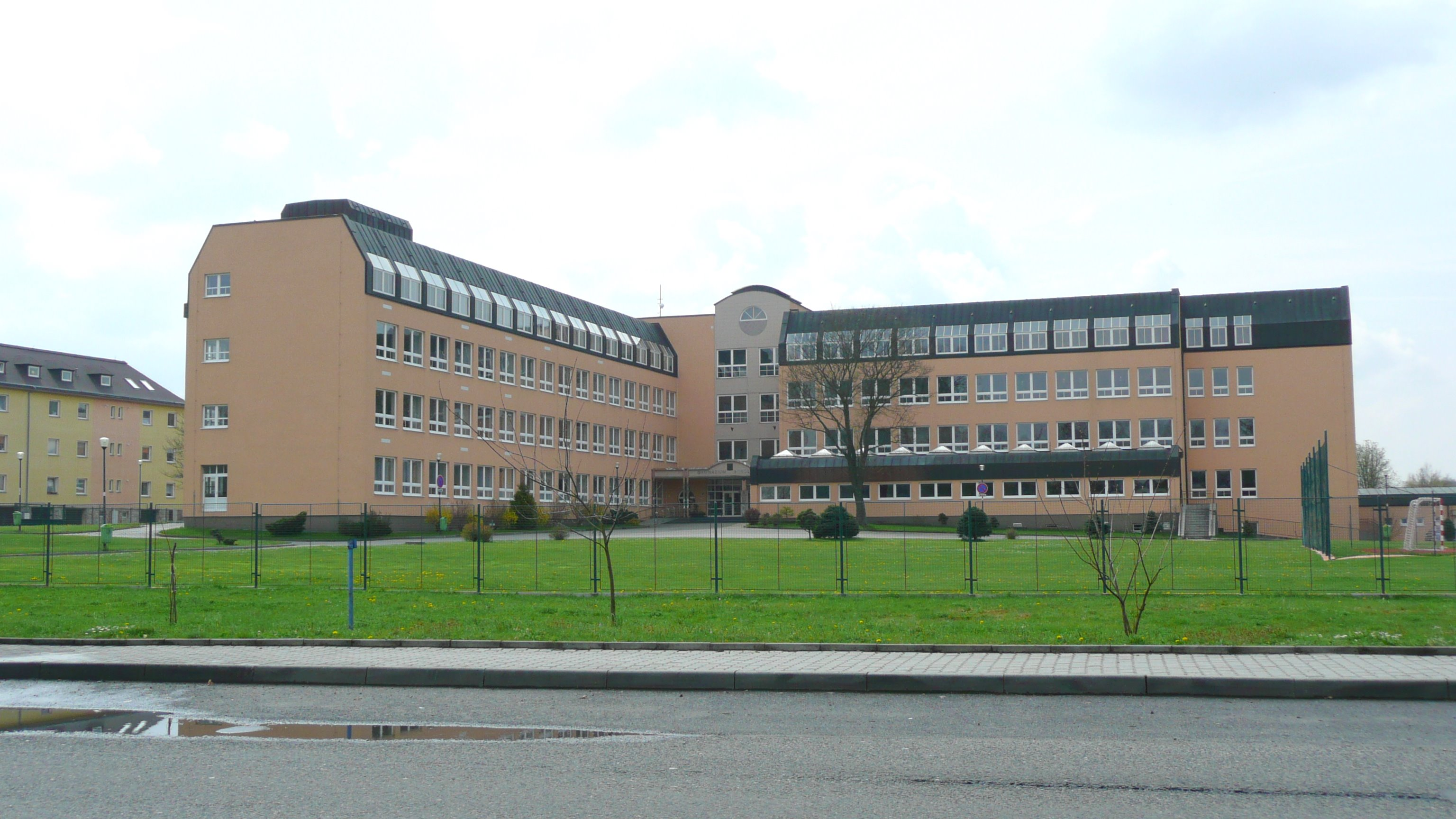
Gymnázium Sokolov

V Sokolově nechybí ani divadelní scéna. Městské divadlo Sokolov bylo vyprojektováno do prostoru bývalého kina Svět v prostorách Hornického domu. Při Hornickém domě v Sokolově funguje i úspěšná taneční skupina Mirákl, která má na svém kontě nemálo významných ocenění jak na domácím poli, tak i na tom zahraničím. Dále lze navštívit 3D kino Alfa, kde se každoročně koná Sokolovský filmový seminář. Dalším kulturním místem je také muzeum Sokolov. V době normalizace zde probíhal Festival politické písně Sokolov, konaný obvykle v únoru.

### Sport
Pro veřejnost je zde k dispozici Sokolovský bazén a nedaleko města nově otevřené 18jamkové golfové hřiště na výsypce Silvestr v Dolním Rychnově. Golfové hřiště je součástí rozlehlého sportovně rekreačního areálu, který se rozkládá v blízkosti koupaliště Michal. Vedle hřiště vznikne i zoopark a lesopark. Provoz hřiště byl oficiálně zahájen koncem září 2006.
V Sokolově působí první liga hokeje – HC Baník Sokolov a Divize A – FK Sokolov. Dále ještě druhá liga ve volejbale – VSK ISŠTE Sokolov.
Jezero Michal (Vítkov u Sokolova) je vyloženo fólií, na jeho dně i na pláži leží zlatý písek, nachází se tu i druhý nejdelší tobogán v ČR a nic nenasvědčuje tomu, že tu ještě nedávno stály těžební bagry.
Další důl, který prošel rekultivací, je Medard. Projekt obnovy zdejší krajiny se dotknul více než 4000 ha. Samotné jezero, jež zde vzniklo, má téměř 500 hektarů. Ve zveřejněných urbanistických studiích se objevuje vysokoškolský areál, hotelový komplex, letiště ultralehkých letadel, motokrosový areál i botanická zahrada. Využití těchto rekultivovaných prostor se může stát základem pro budoucí obraz Sokolovska jako cíle pro dovolenou a turistické pobyty.

## Pamětihodnosti

### Sokolovský zámek
Zámek je situován uprostřed města, nedaleko Starého náměstí. S největší pravděpodobností na jeho místě ve 13. století stála vodní tvrz. Za dob Šliků byla tvrz ve druhé polovině 15. století přestavěna na hrad se čtyřmi věžemi. Po bitvě na Bílé hoře bylo falknovské panství protestantskému rodu Šliků zkonfiskováno a následně prodáno Nosticům. V roce 1648 byl hrad dobyt a pobořen Švédy. Proto se jeho tehdejší majitel Jan Hartvik Nostic po válce rozhodl pro přestavbu na modernější reprezentativní sídlo. V průběhu dalších válek byl však zámek opět poškozen, proto jej na počátku 19. století nechal hrabě Bedřich Nostic opravit, tentokrát v klasicistním slohu. Nosticové vlastnili zámek do roku 1945, kdy byl znárodněn. Poslední generální oprava byla provedena v letech 1993–1994.
V zámku sídlí od roku 2003 Krajské muzeum Sokolov. Muzeum je specializované na hornictví a návazné výroby. Prostory zámku jsou dále využívány pro konání svateb a menších hudebních představení a dále i akcí města.

### Kašna se sokolníkem
Pověst o vzniku Sokolova ztvárnil jakýsi chebský sochař (měšťan, který údajně založil Sokolí dvůr, z něhož povstal Sokolov) v postavě sokolníka na městské kašně. Tato kamenná kašna byla instalována v roce 1717, ale pravděpodobně je staršího původu. Bazén kašny je zdoben psaníčky. Sokolník na kašně se psem u nohou a sokolem na ruce je podle pověsti zakladatelem města – rytíř Sebastián. Kašna připomíná chmelařskou tradici na Sokolovsku – kolem sloupu, na kterém je umístěna socha, se pnou chmelové ratolesti. V době, kdy byla kašna postavena, se totiž na Sokolovsku rodil znamenitý chmel.

### Jubilejní kašna
Autorem kašny je německý sochař Cuno von Uechtritz-Steinkirch a vznikla při příležitosti 50. výročí usednutí Františka Josefa I. na trůn v roce 1898. Na vznik kašny finančně přispěla významná podnikatelská rodina Schramů, proto se jí také někdy říká Schramova. Kašna je umístěna na Starém náměstí v blízkosti kostela svatého Jakuba Většího.

### Mariánský sloup
Barokní sloup z pískovce, kde na hranolovém soklu stojí sochy světců a na vrcholu socha Panny Marie Immaculaty.

### Historická radnice
Renesanční budova na Starém náměstí byla postavena okolo roku 1540 a přestavěna do dnešní podoby po požáru ve 30. letech 17. století. Průčelí této budovy je situováno vchodem na náměstí a je zachován goticko-renesanční vstupní portál. V nadpraží je dochován chybný městský znak (sokol sedí místo na trojvrší na větvi pařezu). Svému účelu sloužila radnice až do poloviny 20. století později se stala sídlem generálního ředitelství Sokolovské uhelné a.s., která ji v roce 1995 zrekonstruovala.

### Hornický dům

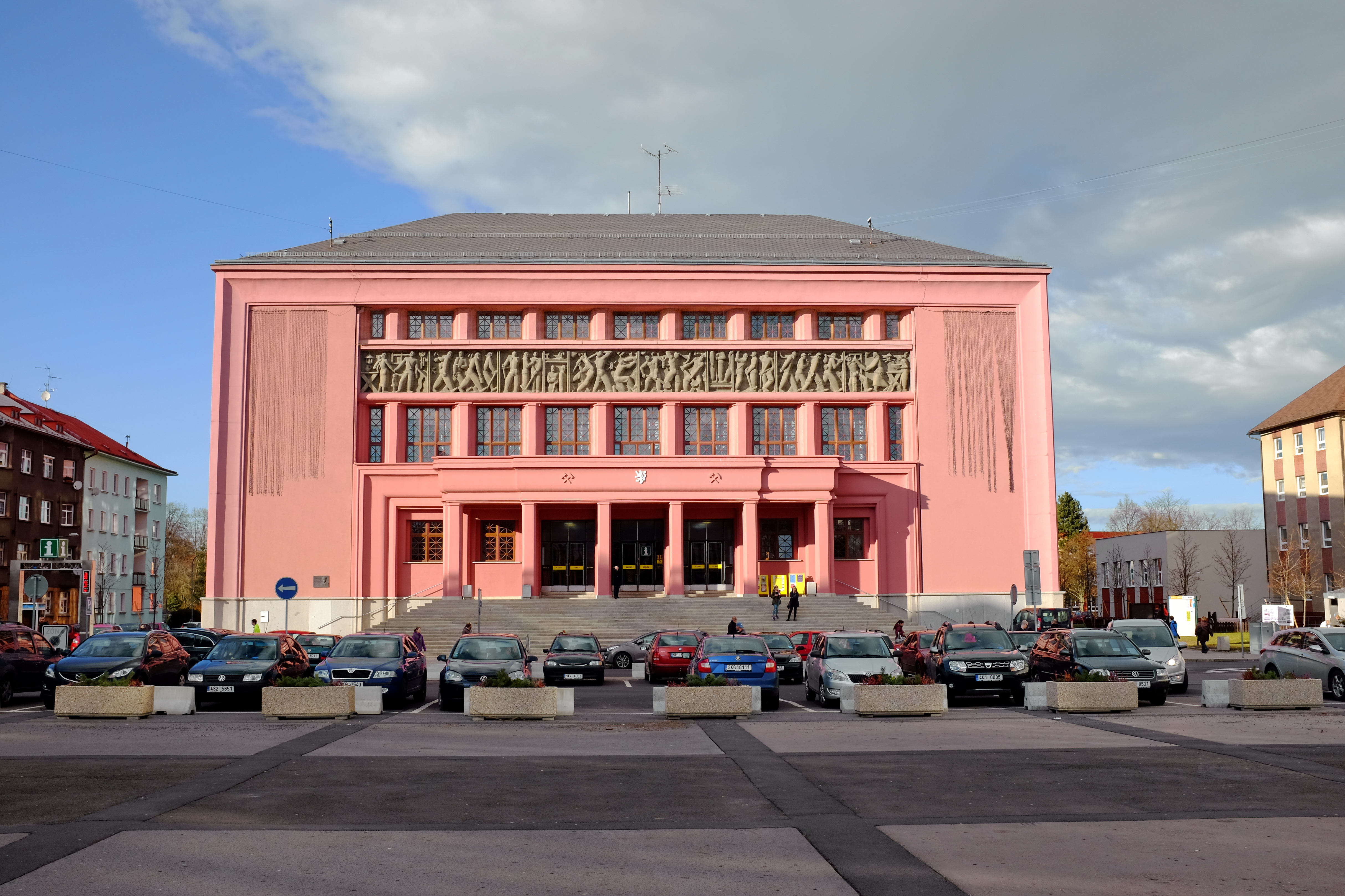
Hornický dům po rekonstrukci

Hornický dům byl postaven v letech 1923–1925 podle návrhu architekta Rudolfa Welse. Stavba byla financována z tzv. uhelného fondu (fond pro sociální péči hornickou). Hornický dům se stal důležitým střediskem společenského, politického a kulturního života. V průčelí je reliéf pojmenovaný „Jeden den ze života horníka“ od karlovarského sochaře Wilhelma Srb-Schlossbauera. Reliéf má osm částí: „Rozloučení“, „Cesta do práce“, „Fasování nástrojů a fárání“, „Práce ve štole“ (2 obrazy), „Vyfárání a vracení nástrojů“, „Cesta domů“ a „Po celodenní námaze“. V letech 1969–1970 byl Hornický dům rekonstruován, fasáda obložena bílými mramorovými deskami, byla vyměněna okna a upravena střecha. V roce 2006 byly desky sundány a budova se opticky vrátila do původní podoby. Při této příležitosti byla v září 2006 na nově zrekonstruované budově odhalena pamětní deska architekta Rudolfa Welse.
V současné době je Hornický dům sídlem Městského domu kultury a Sokolovského infocentra.

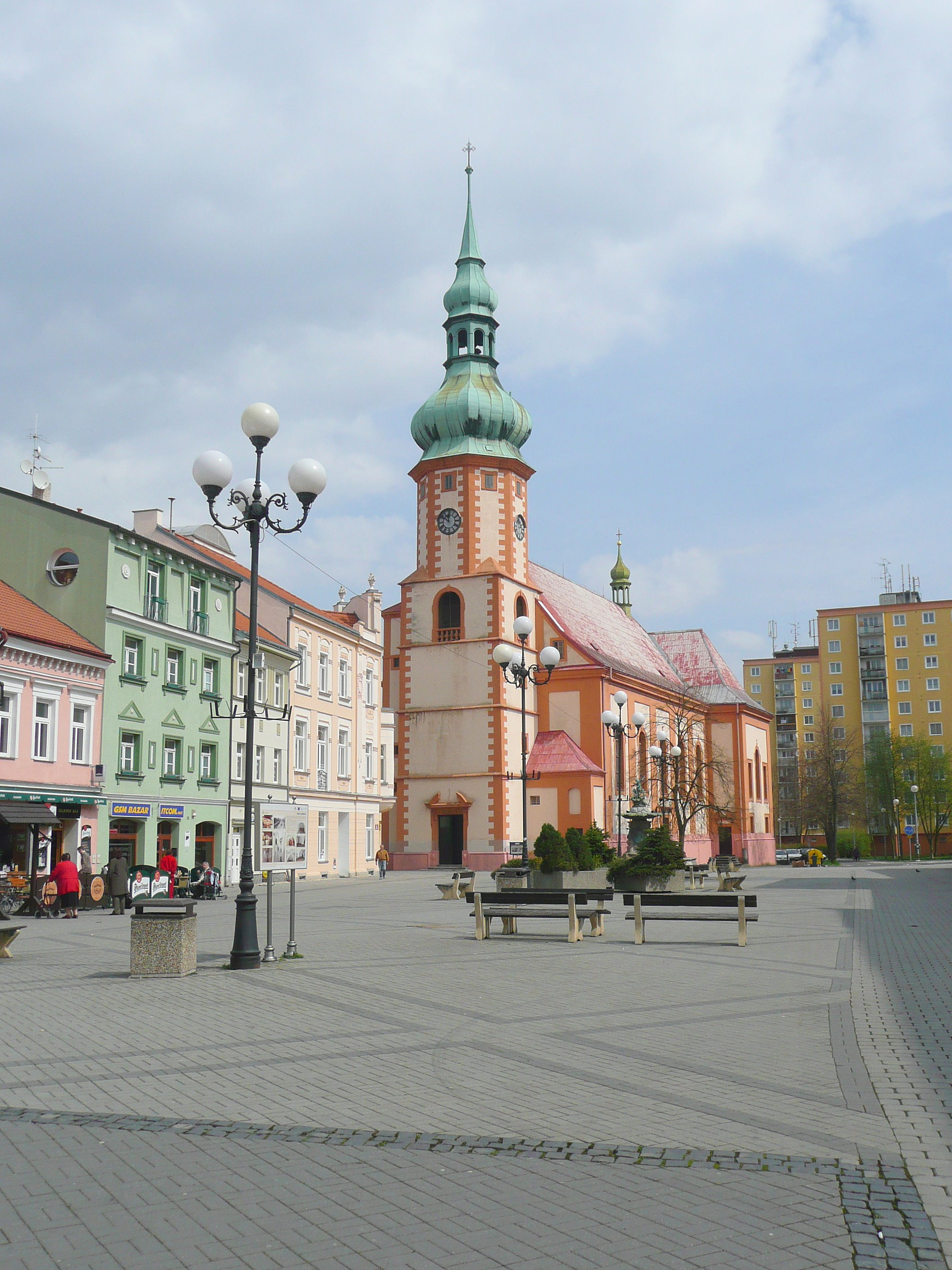
Kostel sv. Jakuba

### Kostel sv. Jakuba Většího
Tento původně farní kostel byl založen ve 13. století. Původní starý kostel (pravděpodobně jednoduchá a prostá stavba) byl zničen saským vojskem a následně obnoven v renesančním slohu, poté byl znovu přestavěn ve slohu barokním za Jana Hartvika Nostice (budovatele zámku a kláštera v Sokolově). V roce 1672 byl kostel původně děkanský povýšen na arciděkanský. Barokní chrám je jednolodní s věží, která byla stavěna jako nucené práce, jež vykonávali za trest nevolníci. Je zastřešena barokní bání s lucernou. Vnitřní zařízení kostela je většinou barokní. Při poslední rekonstrukci byly obnoveny fasády v původní barokní barvě.

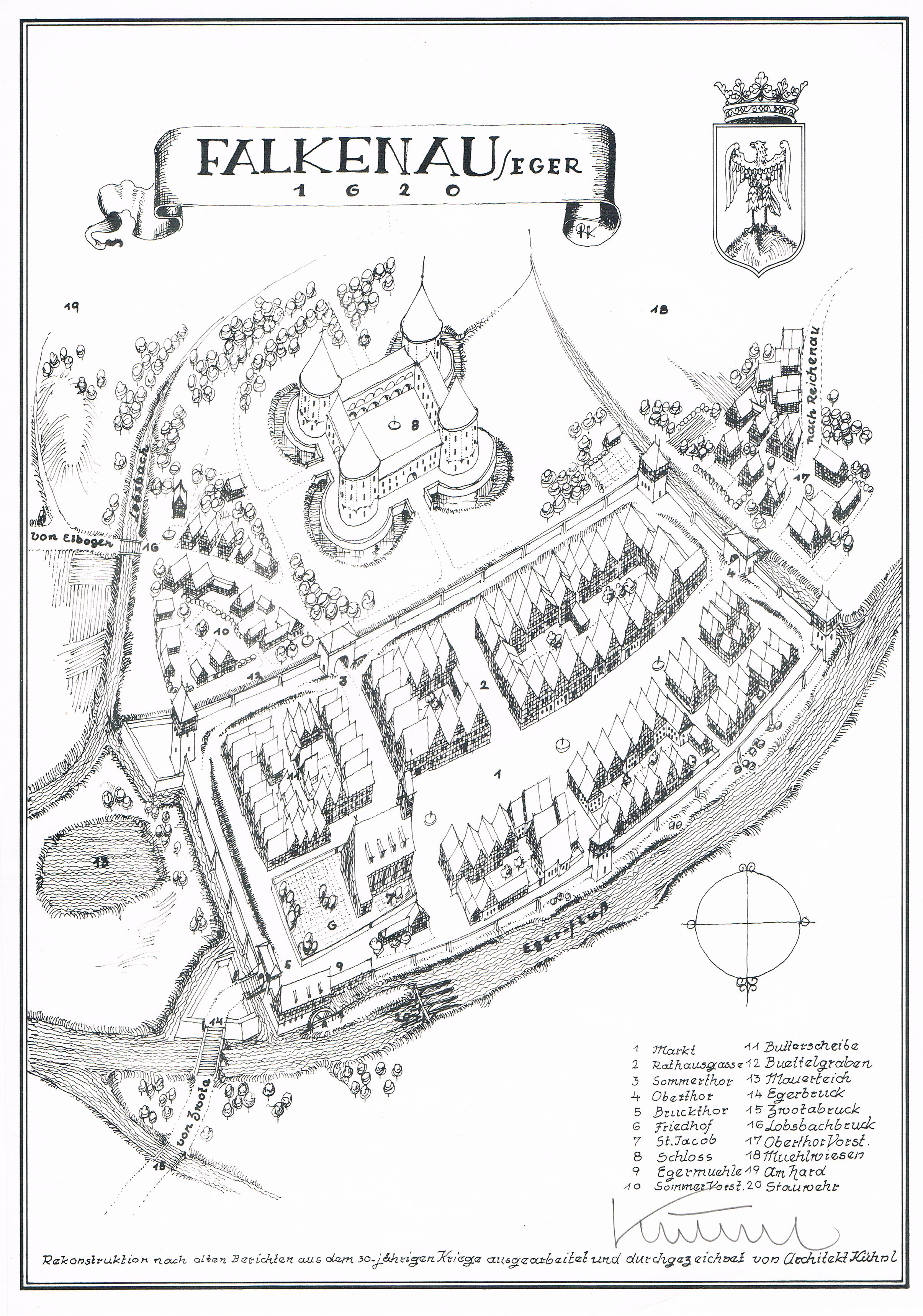
Sokolov (Falknov) v roce 1620 - rekonstrukce architekta Rudolfa Kühnla

### Kapucínský klášter s kostelem sv. Antonína Paduánského
Klášter byl vystavěn na popud majitele panství Jana Hartvika Nostice v letech 1663–1667. Podobně jako další církevní instituce severozápadních Čech bránil pronikání protestantismu z nedalekého Saska. Je tvořen budovami konventu a čtvercovým rajským dvorem s kruhovou studnou. Dominantou areálu je klášterní kostel sv. Antonína Paduánského.
Objekt přežil období rušení klášterů během josefínských reforem a byl v provozu do roku 1950, kdy byl zlikvidován Státní bezpečností a následně sem byly umístěny jednotky Československé armády. V roce 1999 byla zahájena rekonstrukce Nosticovské hrobky pod klášterním kostelem a hrobka byla znovu slavnostně vysvěcena 20. prosince 1999. V současné době je zrekonstruován a využíván jako koncertní a výstavní i společenská síň. Od roku 2012 je také sídlem pivovaru.

### Kaple Nejsvětější Trojice
Bývalá římskokatolická kaple postavená v letech 1772 až 1774 stojí na okraji Starého náměstí před kapucínským klášterem. Při požáru města 23. června 1874 byla kaple zničena, později znovu obnovena. Po opravách na konci devadesátých let 20. století byla předána pravoslavné církvi.

## Osobnosti
- Erich Auerbach (1911–1977), fotograf
- Aleš Cibulka (* 1977), publicista a moderátor
- Štefan Füle (* 1962), diplomat
- Adéla Gondíková (* 1973), herečka a moderátorka
- Dalibor Gondík (* 1970), moderátor, bavič a herec
- Karl Heidler von Heilborn (1792–1866), lékař
- Václav Němec (1912–2001), pedagog a vlastivědný pracovník
- Heinrich Rietsch (1860–1927), hudební vědec a skladatel německé národnosti
- Jehuda Kurt Unger (1907–1989), architekt
- Markéta Vondroušová (* 1999), tenistka

V Sokolově působili při výchově čtyř synů hraběte Františka Antonína Nostice (1725–1794) historik a jazykovědec Josef Dobrovský (1753–1829) a historik a národní buditel František Martin Pelcl (1734–1801).

## Partnerská města
- Saalfeld, Německo
- Schwandorf, Německo